# Couronne d'acier
La couronne d'acier (en roumain : Coroana de Oțel) est le nom donné à la couronne royale utilisée par les rois de Roumanie. Considérée toujours aujourd'hui comme l'un des symboles fort de l'indépendance roumaine, elle fit partie des joyaux de la famille royale roumaine. Elle est aujourd'hui conservée au Musée national d'histoire de Roumanie.

## Histoire

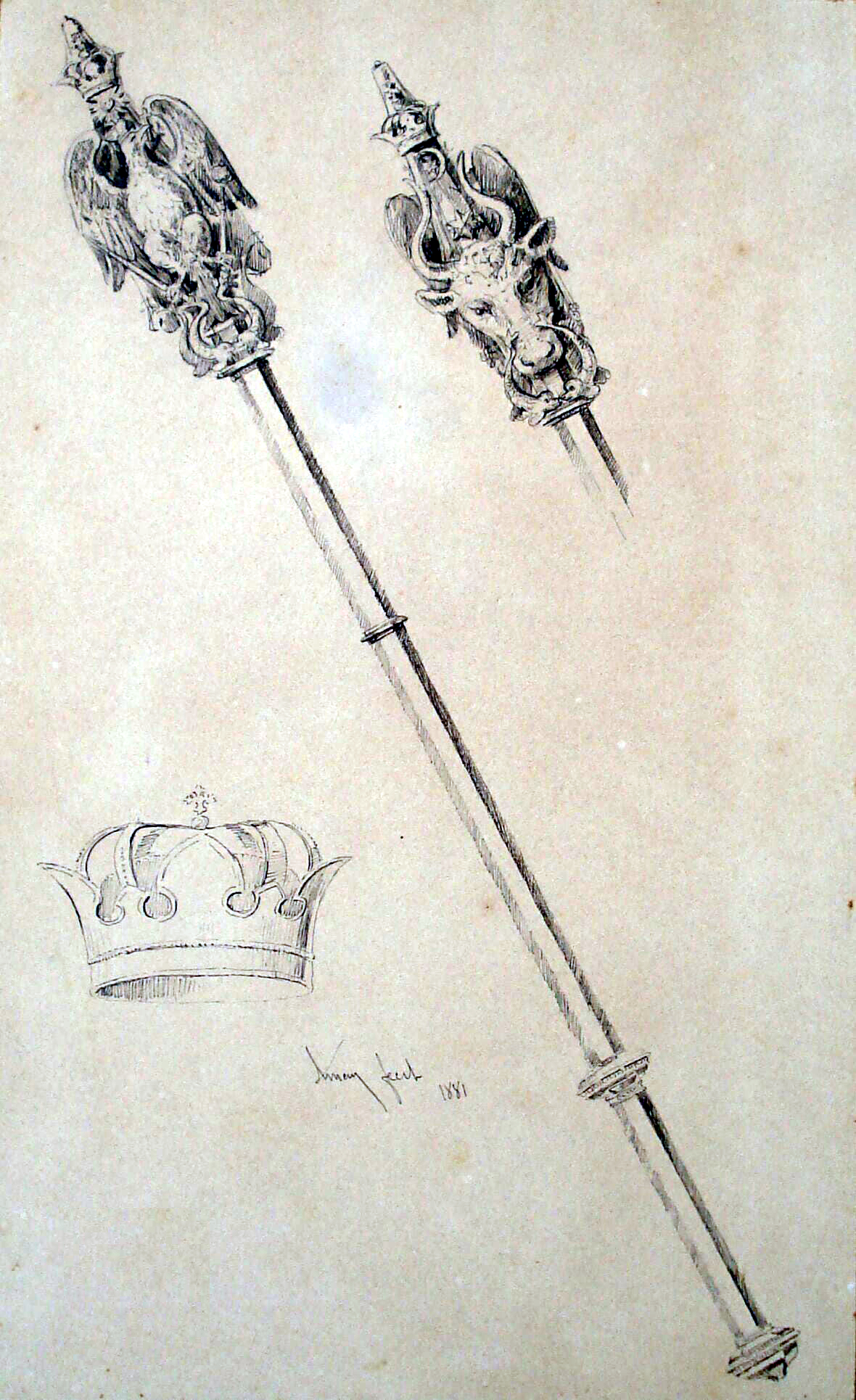
Esquisse pour le sceptre royal de Roumanie, par Theodor Aman (1881)

En 1881, année de proclamation du royaume de Roumanie, le ministère roumain de la Culture fonda un comité composé d'artistes comme Theodor Aman et d'historiens comme Bogdan Petriceicu Hasdeu et Alexandru Odobescu afin de déterminer l'apparence des différents symboles qu'allaient adopter la nouvelle monarchie. Leurs recherches devaient se baser sur les aspects connus des anciens insignes utilisés par les princes valaques ou moldaves, afin de perpétuer une sorte de tradition historique.
Le projet de la forme de la couronne fut délégué à Theodor Aman, qui devait s'inspirer des sources et modèles trouvés pour aboutir à un résultat satisfaisant. L'inspiration de la base partit des couronnes portés par Mierca Ier et Alexandre Ier, mais l'ensemble respecta néanmoins la structure habituelle des couronnes fermées occidentales.
Carol Ier émit le souhait de voir sa couronne forgée non dans de l'or, chose habituelle dans les monarchies européennes, mais dans l'acier d'un canon ottoman pris au siège de Plevna en 1878. Cette volonté traduit la volonté de valoriser le courage militaires de troupes roumaines, que Carol avait personnellement commandées lors de cet épisode.
Trois exemplaires de la couronne sont réalisées dans les ateliers de l'Arsenal de l'Armée à partir des dessins finaux. Suivant la volonté royale, l'acier est tiré d'un canon ottoman de 90 mm provenant des usines Krupp, dont le restant a été gravé d'une inscription commémorative et qui se trouve aujourd'hui au Musée national militaire.
La monarchie ayant été abolie en Roumanie, la couronne d'acier se trouve aujourd'hui exposée au Musée national d'histoire de Roumanie à Bucarest. Une copie identique peut cependant être trouvée au château de Peleș, dans la commune de Sinaia.

## Description
D'un diamètre de 17 centimètres à la base et d'une hauteur de 19 centimètres, la couronne pèse en tout 1126,48 grammes.
La base est constituée d'une cercle d'acier sombre décoré de formes oblongues en acier clair, et surmonté d'un décor alternant fleurons et ornements plus petits arborant une perle d'acier clair. Des fleurons partent huit arches ornées de perles similaires et se rejoignant au sommet de la couronne pour supporter une orbe ornée d'une croix similaire à celles de la décoration du Passage du Danube (ro). Enfin, la structure est tendue de velours violet.

## Utilisation

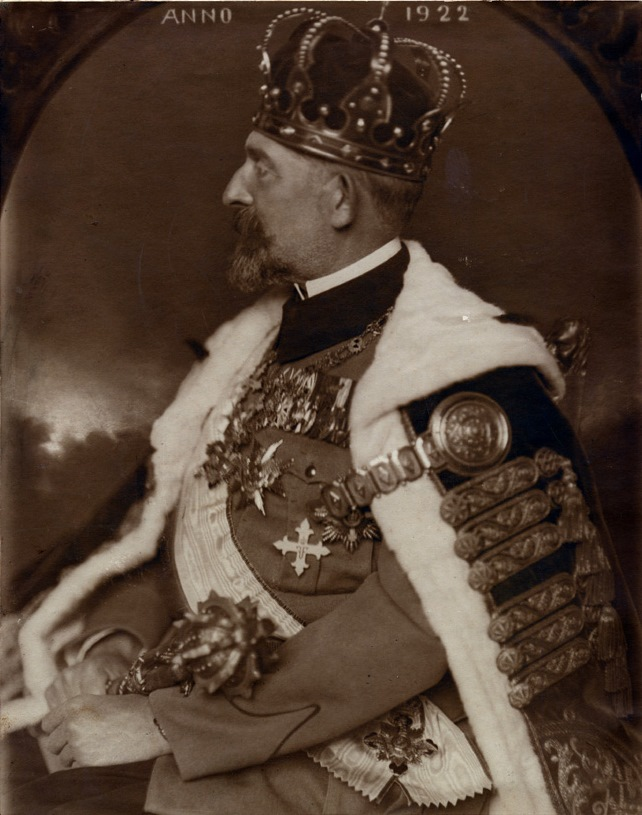
Photo de Ferdinand Ier ceint de la couronne d'acier à l'occasion de son couronnement (1922)

### Couronnement
Utilisée pour le couronnement de Carol Ier, la couronne n'eut qu'un rôle symbolique car l'événement était prévu par le roi comme une consécration. Sa volonté était de montrer qu'il était parvenu au pouvoir non par droit divin, mais par la lutte et la volonté. Apportée par les président des assemblées législatives, il prit la couronne en disant : "Je reçois avec cette couronne faite de l'acier d'un canon baigné dans le sang de nos héros et bénie par l'Église. Je la prends comme symbole de la puissance et de l'indépendance de la Roumanie". Le roi se couronna lui-même, avant de couronner son épouse placée à genoux devant lui.
Le 15 octobre 1922 se déroule le couronnement de Ferdinand Ier dans la ville d'Alba Iulia. Il refusa lui aussi d'être couronné par un ecclésiastique orthodoxe, mais pour des raisons confessionnelles. En effet, ayant été de religion catholique avant d'arriver en Roumanie, le roi préféra se couronner lui-même avant de couronner son épouse.
Le roi Michel Ier fut quant à lui couronné par le patriarche orthodoxe Nicolae Munteanu le 6 septembre 1940.

### Héraldique

Armoiries du royaume de Roumanie

L'utilisation de la couronne d'acier dans les armoiries roumaines date d'une loi de 1921 sanctionnée par le roi Ferdinand Ier. Le blason national étant alors surmonté de la couronne
Aujourd'hui et depuis 2016, la couronne d'acier est toujours présente sur la blason roumain.
La couronne d'acier est aussi présente sur le blason de la commune d'Alba Iulia, lieu de couronnement des souverains roumains.

### Décorations
Carol Ier, en instituant l'ordre de la Couronne, précisa que la médaille devait représenter en son centre la couronne d'acier.